# Phlugiolopsis tuberculata
Phlugiolopsis tuberculata är en insektsart som beskrevs av Wei Ying Hsia och Honglei Liu 1993. Phlugiolopsis tuberculata ingår i släktet Phlugiolopsis och familjen vårtbitare. Inga underarter finns listade i Catalogue of Life.